# Isaac Terrazas
Isaac Terrazas García (23 de gener de 1973) és un exfutbolista mexicà.

## Selecció de Mèxic
Va formar part de l'equip mexicà a la Copa del Món de 1998.